# Acianthera sicaria
Acianthera sicaria é  uma espécie de orquídea (Orchidaceae) que existe da Costa Rica à Venezuela e Bolívia. Pertence à secção Sicaria, subseção Sicaria do gênero Acianthera, caracterizado plantas de crescimento cespitoso, com caules secundários, também chamados ramicaules, tão ou mais longos que as folhas, com a secção superior triangular, mais largos junto a folha que na base, inflorescência subséssil com poucas ou muitas flores, segmentos florais frequentemente espessos, ou levemente pubescentes ou papilosos, em um grupo composto por plantas pouco fibrosas, mais ou menos suculentas e facilmente quebradiças, com ramicaule claramente alado cuja folha parece uma continuação do ramicaule, ou seja a o fim do ramicaule e começo da folhas não ficam claramente visíveis. Esta espécie distingue-se das demais ser a única com flores cujo labelo tem lobos laterais agudos e lobo intermediário de ápice liso.

## Publicação e sinônimos
- Acianthera sicaria (Lindl.) Pridgeon & M.W.Chase, Lindleyana 16: 246 (2001).

Sinônimos homotípicos:
- Pleurothallis sicaria Lindl., Edwards's Bot. Reg. 27(Misc.): 91 (1841).
- Humboltia sicaria (Lindl.) Kuntze, Revis. Gen. Pl. 2: 668 (1891).

Sinônimos heterotípicos:
- Pleurothallis tripteris Rchb.f., Linnaea 22: 829 (1850).
- Pleurothallis trigonopoda Klotzsch, Allg. Gartenzeitung 21: 361 (1853).
- Pleurothallis alpina Ames, Schedul. Orchid. 5: 14 (1923).
- Acianthera alpina (Ames) Pridgeon & M.W.Chase, Lindleyana 16: 242 (2001).